# گمینا البلانگ
گمینا البلانگ (به لهستانی:  Gmina Elbląg) یک گمینا در لهستان است که در شهرستان البلانگ واقع شده‌است. گمینا البلانگ ۱۹۲٫۰۶ کیلومتر مربع مساحت و ۶٬۴۶۲ نفر جمعیت دارد.